# Unger von Posen
Unger (* vermutlich in 940er Jahren; † 9. Juni 1012 möglicherweise in Magdeburg) war Bischof von Posen zwischen 992 und 1012.

## Leben
Unger stammte aus Sachsen oder eventuell aus dem mittleren Donauraum (d. h. aus dem schwäbischen Raum östlich von Ulm). Er war wahrscheinlich Abt im Kloster Memleben bis 992. Spätestens seit diesem Jahr war er Bischof von Posen als Nachfolger des ersten Bischofs von Posen Jordan, der 984 starb. Als Bischof begrüßte er beim Akt von Gnesen den Kaiser Otto III. und nahm an dessen Aushandlung teil. Das Bistum Posen wurde dabei nicht dem neuen Erzbistum Gnesen unterstellt.
1004 unternahm er auf Bitte des polnischen Fürsten Bolesław Chrobry eine Reise nach Rom. Während dieser Reise wurde er auf dem Gebiet des Heiligen Römischen Reiches verhaftet und in Magdeburg festgehalten. Offensichtlich wurde er dann gezwungen die Vorherrschaft des Erzbistums Magdeburg über dem damals unabhängigen Bistum Posen anzuerkennen. Dieses Dokument wurde im 11. und 12. Jahrhundert von der deutschen Kirche als Vorwand verwendet, um die Oberhoheit über die polnische Kirche zu erlangen.
Unger starb in der Gefangenschaft, möglicherweise in Magdeburg, eventuell in Brandenburg an der Havel, wie der polnische Historiker Jan Długosz angibt.

## Nachweise
1. 1 2 3  Matthias Hardt: Unger. In: Neue Deutsche Biographie (NDB). Band 26, Duncker & Humblot, Berlin 2016, ISBN 978-3-428-11207-4, S. 629 (Digitalisat).